# Adar (kommun)
Adar (franska:  Adar (Commune Rurale), arabiska: تارودانت (البلدية)) är en kommun i Marocko.   Den ligger i provinsen Taroudannt och regionen Souss-Massa, i den centrala delen av landet, 500 km söder om huvudstaden Rabat. Antalet invånare är 4 983.